# Tyrrhena Terra
Tyrrhena Terra est une vaste région de la planète Mars s'étendant sur 2 300 km par 14,8° S et 90° E, constituée de terrains noachiens fortement cratérisés et d'altitude supérieure à 2 000 m au-dessus du niveau de référence martien, de larges étendues étant même au-dessus de 3 000 m.

## Géographie et géologie
Tyrrhena Terra s'étend sur les quadrangles d'Iapygia et de Mare Tyrrhenum, et est située entre la région de Terra Sabaea à l'ouest, le volcan bouclier de Syrtis Major Planum et bassin d'impact d'Isidis Planitia au nord, le plateau d'Hesperia Planum autour du volcan Tyrrhena Patera au sud-est, et grand bassin d'Hellas Planitia au sud.
L'instrument HRSC de la sonde européenne Mars Express illustre la probabilité que des cratères d'impact se soient formés dans la région sur un sous-sol riche en eau, liquide ou solide. L'instrument HiRISE de Mars Reconnaissance Orbiter a par ailleurs identifié des éjectas riches en phyllosilicates autour de certains cratères de la région, ce qui va dans le sens des observations réalisées avec l'instrument OMEGA de Mars Express concernant les éjectas lobés autour de cratères d'impact indiquant que ces derniers se sont formés en terrain humide.